# Otto Firle

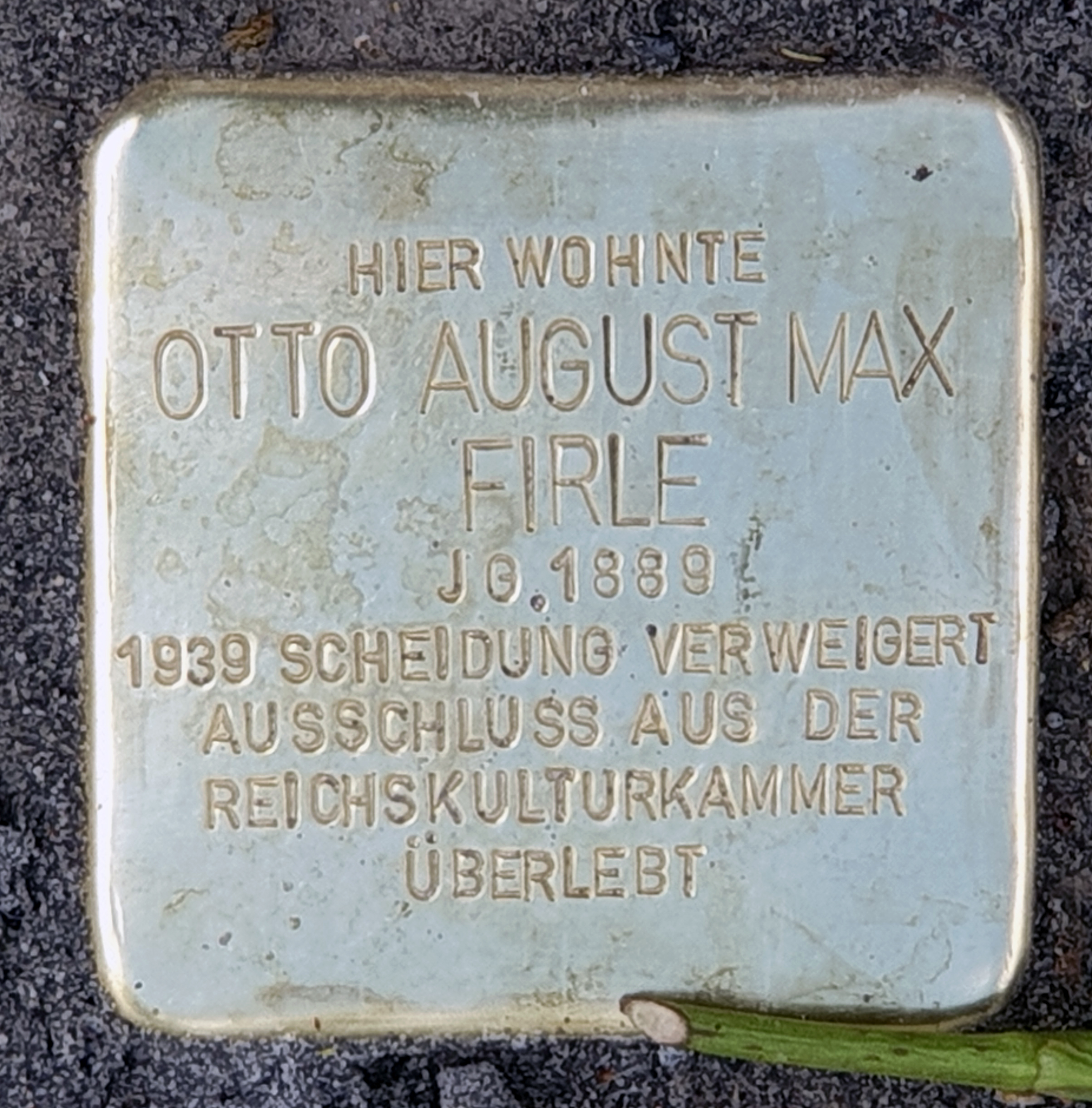
Stolperstein in Berlin-Dahlem

Otto Firle (* 14. Oktober 1889 in Bonn; † 4. Juli 1966 in Düsseldorf) war ein deutscher Architekt und Grafiker bzw. Grafikdesigner.

## Werk
Otto Firle studierte Architektur an der Technischen Hochschule München.
1918 entwarf Firle, der im Ersten Weltkrieg Pilot war, das später als Lufthansa-Kranich-Logo weltweit bekannt gewordene Logo für die Deutsche Luft-Reederei, einer Vorläuferin der Lufthansa. Auch das erste Emblem der 1920 gegründeten Deutschen Reichsbahn und das gleichartige Emblem der Deutschen Reichspost stammten von Firle. Drei Briefmarken des Jahrgangs 1925 der Deutschen Reichspost wurden von Firle entworfen.

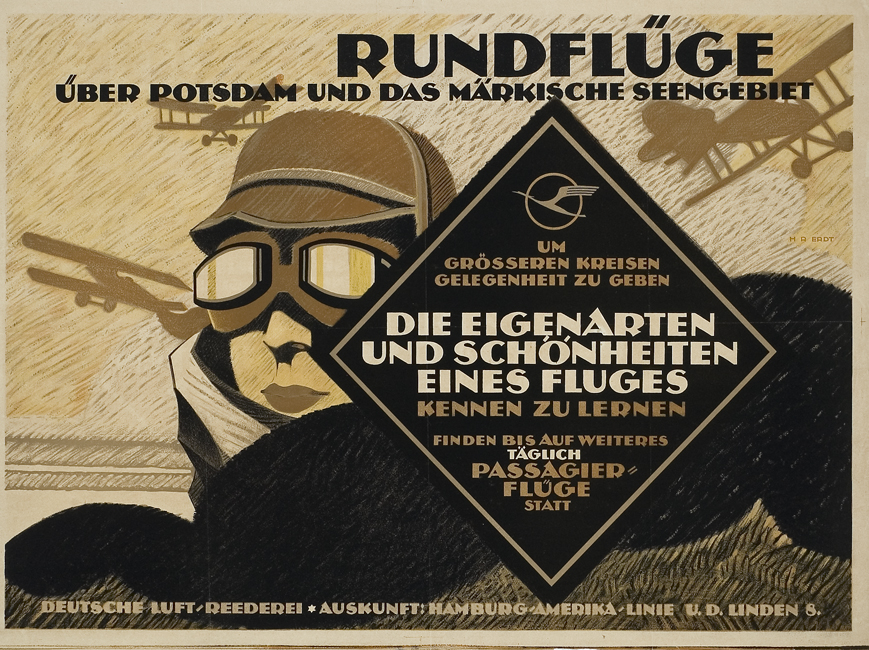
Der „Kranich“ der Deutschen Luft-Reederei; auf einem Plakat von Hans Rudi Erdt, 1919
Kranich der Luft Hansa
Reichspost-Emblem
Reichsbahn-Emblem
Signet der Reichs-Rundfunk-Gesellschaft
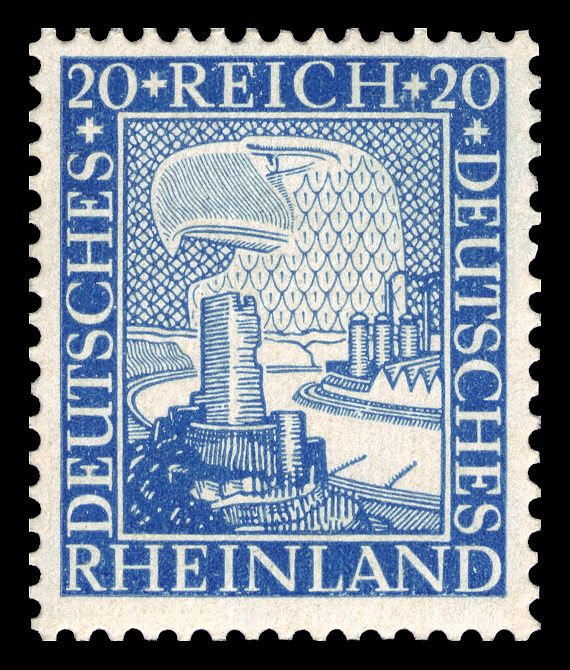
Briefmarke von 1925

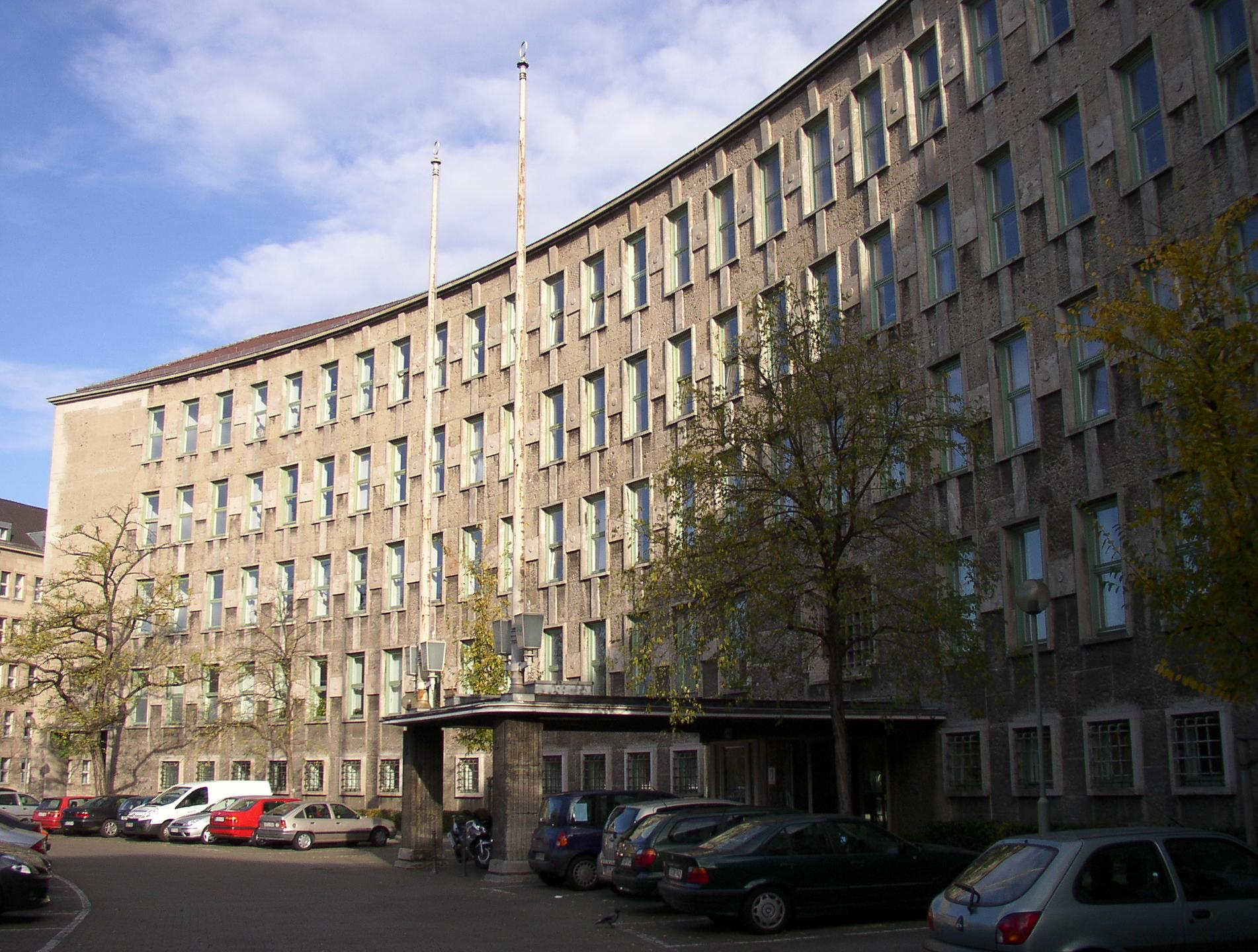
Verwaltungsgebäude der Nordstern-Versicherung

Zu Firles bekanntesten Bauten zählt das Verwaltungsgebäude der Nordstern-Versicherung am Fehrbelliner Platz in Berlin. Das Gebäude entstand im Rahmen der Neugestaltung Berlins durch Adolf Hitler und Albert Speer. Es trug Fassadenschmuck von Arno Breker und Waldemar Raemisch. Es ist als eines der wenigen Gebäude dieser Neugestaltungspläne erhalten.
Von 1946 bis 1949 war Firle Professor an der Technischen Universität Berlin; seit 1950 war er als freier Architekt in Düsseldorf tätig.
Otto Firle starb 1966 im Alter von 76 Jahren in Düsseldorf. Sein Grab befindet sich auf dem Friedhof Dahlem in Berlin.
Teile seines beruflichen Nachlasses befinden sich im Architekturmuseum der Technischen Universität Berlin.

### Bauten und Entwürfe

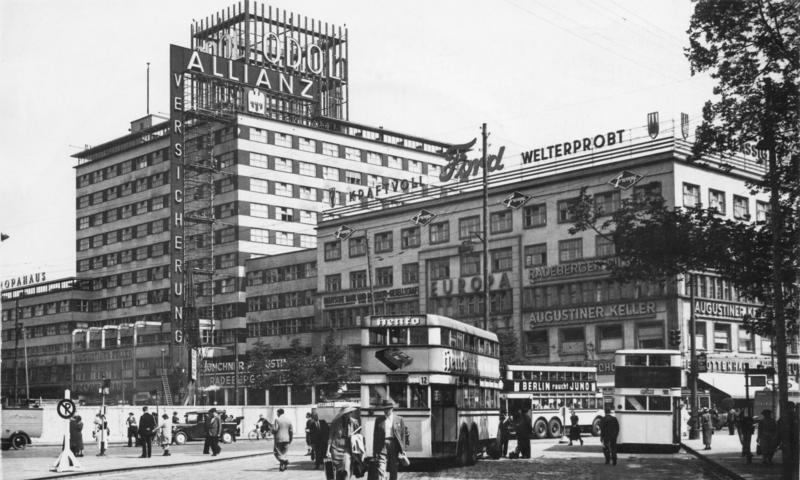
Europahaus (linker Bauteil), Foto 1936

- 1913–1914: Landhaus Dingler in München-Solln
- Fliegerdenkmal in Habsheim bei Mühlhausen (Elsass)
- 1920: Erbbegräbnis Seeligsohn auf dem Jüdischen Friedhof Schönhauser Allee in Berlin[4]
- 1923–1924: Bankhaus Laband, Stiehl & Co. in Berlin-Charlottenburg (zerstört)
- 1923–1924: Aufstockung eines Gebäudes mit dem sogenannten „Landhaus auf dem Dach“ für den Bankier Otto Marx in Berlin-Tiergarten, Kurfürstendamm 3 (heute Budapester Straße 6) (zerstört)[5][6]
- 1924: Entwurf für ein Geschäftshaus am Askanischen Platz in Berlin-Kreuzberg
- 1924: Wettbewerbsentwurf zur Bebauung der Prinz-Albrecht-Gärten in Berlin[7]
- 1924: Wohnhaus Firle in Berlin-Lichterfelde, Potsdamer Straße 20A[8]
- 1924/25: Sethehof für die jüdische Diplomatenfamilie Sèthe-Saenger in Kloster (Insel Hiddensee)[9]
- 1925: Landhaus für Dr. Petz in Berlin-Nikolassee[10]
- 1925: Doppelwohnhaus für die Konfektionäre Isidor und Philipp Cohn in Berlin-Grunewald, Hubertusbader Straße 22/24[11][12]
- 1926: Wohnhaus für Dr. Adolf Herzfeld in Hannover[12]
- 1927–1928: Gemeindehaus der St.-Laurentius-Gemeinde in Berlin-Köpenick, Am Generalshof[13][14][12]
- 1927: Entwurf für die Kirche der St.-Laurentius-Gemeinde in Berlin-Köpenick
- 1927: Umbau des Modehauses F. V. Grünfeld in Berlin-Charlottenburg, Kurfürstendamm / Joachimsthaler Straße (zerstört)[15]
- 1928: Landhaus Wellnitz in Berlin-Lichterfelde
- 1928–1929: Haus für Alice und Dr. Hermann Engel, Am Rupenhorn 10 in Berlin-Spandau (zerstört)[16]
- 1929–1932: Mehrfamilienwohnhaus-Bebauung in Berlin-Dahlem, Breitenbachplatz 10–18 (mit Ferdinand Radzig)[17]
- 1931: Büro- und Geschäftshaus Europahaus in Berlin-Kreuzberg, Stresemannstraße 90 (als Hochhaus-Erweiterungsbau zum Deutschlandhaus; verändert)[18]
- 1933: Wohnhaus für den Cellisten Max Baldner, sogenannter „Klenderhof“, in Kampen (Insel Sylt)
- 1935–1936: Entwurf für das Verwaltungsgebäude des Reichsnährstands in Goslar
- 1935–1936: Hauptsitz der Nordstern-Versicherung in Berlin-Wilmersdorf, Fehrbelliner Platz 2[19][20]
- 1935: Landhaus für Hermann Göring auf dem Darß (1954 durch Brand zerstört)
- 1938–1939: Wohnbebauung in Berlin-Schmargendorf, Hohenzollerndamm 78–80[21]
- 1938–1939: Wohnbebauung Villa Ehrich mit Otto Ehrich in Kulosaari, Finnland
- 1954–1955: Bankgebäude für die Dresdner Bank (Rhein-Ruhr-Bank) in Düsseldorf (verändert)
- 1954: Erweiterungsbau der Comenius-Schule in Düsseldorf-Oberkassel, Comeniusstraße 1 / Quirinstraße
- 1957: Wettbewerbsentwurf für die Philharmonie in Goslar
- 1957: Altkatholische St.-Cyprian-Kirche in Bonn

### Gedenken
Am 5. Mai 2024 wurden vor seinem ehemaligen Wohnort, Berlin-Dahlem, Breitenbachplatz 18, Stolpersteine für ihn und seine Ehefrau verlegt.